# Jena (Louisiana)
Jena è un comune degli Stati Uniti d'America, situato nello Stato della Louisiana, in particolare nella parrocchia di La Salle, della quale è il capoluogo.